# Chippiparai
Der Chippiparai ist eine nicht FCI-anerkannte Hunderasse aus Indien. Die Rasse wird vom Kennel Club of India anerkannt, der Indien in der FCI vertritt.

## Herkunft und Geschichtliches
Die indische Windhundrasse Chippiparai geht vermutlich auf den Saluki zurück, genau so wie dieser der Vorfahre auch anderer Windhunde des indischen Subkontinents sein könnte. Sein heutiges Verbreitungsgebiet ist das Gebiet Periyar bzw. Tamil Nadu. Dort sollen sie für die königlichen Familien von Tirunelveli und Madurai gezüchtet worden sein.
Jagdlich eingesetzt wurde er auf Eber, Rotwild und Hasen; neben seiner Qualität als Jäger wird er auch als Bewacher von Haus und Grund geschätzt.

## Beschreibung
Die typische Farbe des Chippiparai ist silbergrau; kleinere weiße Flecken werden toleriert; weitere Farben sind Variationen von Grau- oder Brauntönen. Das windhundtypische Fell ist kurz und dicht anliegend. Die elegante Erscheinung hat eine Schulterhöhe von 67 bis 77 cm und gleicht seinem Vorfahren, dem Saluki, aber auch dem Rampu Hound.
Das durchschnittliche Gewicht des indischen Hundes ist 15 bis 20 kg.

## Wesen und Verwendung
Trotz seiner grazilen Gestalt ist er wie fast alle Windhunde von robuster Natur. Ihm wird nachgesagt, dass er ein „Ein-Mann-Hund“ ist, sich also nur an einen Menschen bindet. Der Chippiparai ist ein Sichtjäger, sein Lauf vermittelt den Eindruck besonderer Leichtigkeit. 
Sein Charakter gilt als energisch, intelligent, mutig und loyal.